# Jean-Michel Deveau
Jean-Michel Deveau, né à Grenoble en 1941, est un historien français. Après un séjour de plusieurs années dans le Pacifique sud, il se spécialise dans l'histoire de l'esclavage et de la colonisation. Il a soutenu une thèse de troisième cycle sur  la traite négrière à La Rochelle, une thèse d'Université sur le commerce rochelais au XVIIIe siècle et une HDR sur les ports négriers français.   
Il est professeur des Universités et a enseigné à l'Université de Nice.
À l'UNESCO, il a assuré pendant dix ans la vice-présidence du comité scientifique La Route de l'esclave et est membre fondateur du comité international d'experts du projet éducatif sur la traite négrière.  
Il est actuellement membre du laboratoire de recherche sur les esclavages du CNRS et de l'EHESS où il anime un séminaire de recherche sur l'histoire de l'esclavage.
Ses recherches se fondent sur le dépouillement d'archives autant que sur le travail de terrain lors de multiples missions en Afrique et aux Antilles. 

## Publications
- La révolution de 1848 à Rochefort (1970)
- Histoire de l'Aunis et de la Saintonge (1974)
- L'Aunis et la Saintonge, Histoire par les documents (1976)
- L'Aude traversière (1979)
- Histoire des Poitevins (1983)
- Le commerce rochelais face à la Révolution (1989)
- La traite rochelaise (1990)
- La France au temps des négriers (1994)
- Australie terre du rêve (1996)
- Femmes esclaves (1998)
- L'or et les esclaves, Histoire des forts du Ghana (2005)
- Le traité des confitures de Nostradamus (2006)
- Raconte moi l'esclavage (2006)
- Le retour de l'esclavage au XXIe siècle (2010)
- Bordeaux, l'histoire d'un port (2012)
- Nzingha, reine d'Angola (2012)
- La reine Nzingha et l'Angola au XVIIe siècle (2015).

## Distinctions
- Chevalier de la Légion d'honneur